# Primo Carnera
Primo Carnera (Sequals, 25 de octubre de 1906-ib., 29 de junio de 1967) fue un boxeador italiano, campeón mundial de los pesos pesados. Muy popular en su tiempo, llegó a inspirar un personaje de historieta: Dick Fulmine.

## Biografía

### Primeros pasos
Nacido en Sequals, cerca de Údine, Italia, en 1906, ya desde su nacimiento pudo observarse que Primo Carnera iba a ser un personaje poco común, ya que pesó, al nacer, nada menos que 8 kg. Abandonó pronto la escuela y adquirió el oficio de carpintero. En 1924, con 18 años, medía 1.97 m y pesaba más de 125 kg. En esa fecha emigró a Francia, donde trabajó en un circo en el papel de forzudo; allí lo descubrió un veterano púgil, Paul Journée, quien le propuso que fuera boxeador. Una vez convencido, se lo presentó a Leon See, promotor parisino, de cuya mano comenzó a boxear. Su estilo era tosco y carente de toda técnica, pero su demoledora pegada le hizo pronto ganar fama. Peleó en las principales capitales europeas.

### Primera etapa en los Estados Unidos
Con la fama adquirida en sus combates europeos, viajó a los Estados Unidos. Apenas llegado, la mafia que controlaba el boxeo en aquella época vio en Carnera una mina de oro. Con una adecuada propaganda, celebró casi 30 combates en un solo año, todos ellos ante púgiles de segunda fila o sobornados para dejarse ganar. Pronto comenzó a hablarse de tongos, pero la fama de Carnera iba en aumento, hasta que su carrera se vio truncada por un boxeador llamado Jim Maloney. Maloney era un buen púgil que no pudo llegar alto por tener mandíbula frágil, pero su buen conocimiento del boxeo le bastó para infligir a Carnera una derrota humillante.

### Vuelta a Europa
La derrota ante Maloney supuso un desengaño serio para el propio Carnera, a quien sus triunfos amañados habían hecho creer que era un gran púgil. Abatido, volvió a Europa, donde se dedicó a tomar clases de boxeo. En esa fase, boxeó en Barcelona con Paulino Uzcudun, a quien venció por puntos. En Europa no había muchos púgiles de clase, y pronto le resultó pequeña.

### Segunda etapa en los Estados Unidos

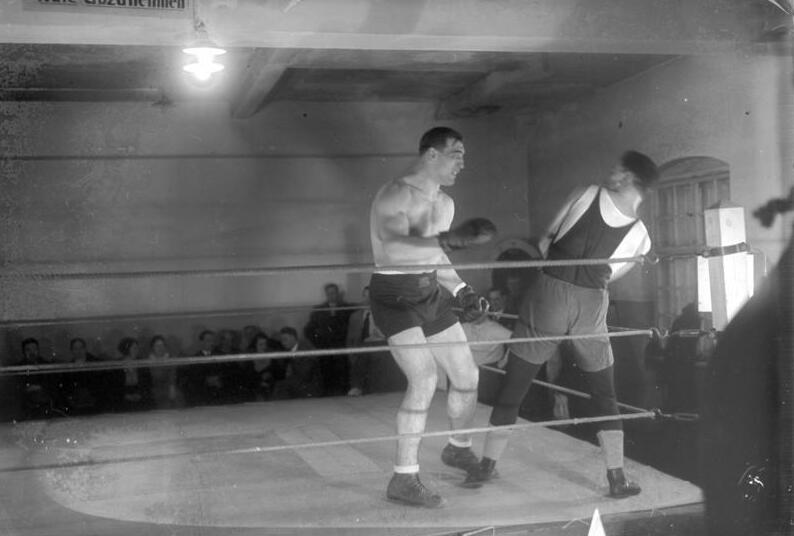
Primo Carnera

En esta segunda etapa, Carnera era ya un boxeador más pulido. Sin llegar a ser exquisito, al menos boxeaba con sentido y sus golpes no eran puñetazos lanzados a diestra y siniestra, sino golpes que buscaban siempre hacer daño. En 1931 empezaron a considerarle seriamente para el combate por el título mundial. No obstante, el campeón en aquel momento era Max Schmeling, y no se consideró oportuno, en el periodo de entreguerras, enfrentar a dos púgiles de naciones amigas.
En 1933 la carrera de Carnera se teñiría de tragedia. En febrero se enfrentó, en el Madison Square Garden, a Ernie Schaaf, campeón de la Armada estadounidense. Schaaf había peleado previamente contra Max Baer, quien le propinó una tremenda paliza. Todavía no recuperado de ella, subió al ring ante Carnera. El combate no tuvo color; Schaaf rehuyó constantemente a Carnera, y el público comenzó a protestar. En un golpe no muy fuerte, Schaaf se desplomó. Falleció a los tres días. La prensa enseguida encontró carnada, y comenzó a aplicarle a Carnera el mote de gigante asesino, lo que lo catapultó hacia la pelea por el título mundial.
El 12 de octubre de 1931, Jack Sharkey había derrotado a Carnera pero este logró la revancha años más tarde.
El choque con Sharkey llenó Long Island el 29 de junio de 1933. Carnera tumbó a su adversario en el sexto asalto y se proclamó campeón. Fueron meses de gloria, hasta que el 15 de junio de 1934 Max Baer le derrotó en un combate épico, que terminó en el asalto 11 con los dos púgiles tendidos en la lona. Carnera acabó en el rincón, derrotado. Aquí comenzó el declive. A Joe Louis le duró apenas seis asaltos. Carnera se retiró del boxeo y comenzó a practicar la lucha libre estadounidense e intervino en breves papeles de forzudo en películas de Hollywood. Falleció de cáncer el 29 de junio de 1967, a los 60 años en su natal Sequals.
En el cortejo fúnebre todo Sequals estaba presente. Se había ido un hombre bueno. No en vano sus compatriotas le llamaban el gigante bueno. Está enterrado en el mausoleo familiar en el cementerio de su localidad junto a sus padres, sus dos hermanos y esposa.
La película de 1956 Más dura será la caída, que denunciaba la corrupción en el mundo del boxeo, protagonizada por Humphrey Bogart y cuyo papel supuso su última aparición en la gran pantalla, se inspiró en la historia pugilística de Carnera.